# Diego Fusaro
Pour les articles homonymes, voir Fusaro.
Diego Fusaro, né le 15 juin 1983 à Turin, est un essayiste italien.

## Biographie

### Carrière
Élève de Costanzo Preve et Gianni Vattimo, il est diplômé à Turin en histoire de la philosophie, et obtient un doctorat en philosophie de l'histoire à l'Université Vie-Santé Saint-Raphaël de Milan, avec une thèse sur Reinhart Koselleck. 
Un temps chercheur à l'Université de Bielefeld (Allemagne), Diego Fusaro se réclame entre autres de Karl Marx et d'Antonio Gramsci, mais aussi de Giovanni Gentile et Martin Heidegger. Il a également travaillé sur la pensée de Johann Gottlieb Fichte, Georg Wilhelm Friedrich Hegel, et sur l'histoire des concepts.   
Il a publié plusieurs essais chez Bompiani, Feltrinelli et Einaudi, dirige la série philosophique "I Cento Talleri” de la maison d'édition Il Prato et est chroniqueur pour La Stampa et Il Fatto Quotidiano.  

### Pensée politique
Il considère que l'opposition entre la gauche et la droite est dépassée à l'époque du capitalisme financier et du mondialisme, réunissant dans ses écrits et dans ses intervention un discours de gauche nationale, des idées de la droite sociale et des sous-entendus complotistes. 
Il s'oppose à l'euro, critique une dictature financière, que George Soros incarne à ses yeux, dénonce la théorie du genre, s'inquiète de l'immigration massive et soutient les mouvements anti-vaccination.
Sa jeunesse et son style lui vaut une forte présence télévisuelle et une notoriété médiatique.
Il contribue à forger la pensée du Mouvement 5 étoiles (M5S) et, selon certains, a conçu l'entente entre la Lega et le M5S, . Proche du courant d'extrême-droite Nouvelle Droite d’Alain de Benoist, il est qualifié par la philosophe Donatella di Cesare de « philosophe de téléréalité », xénophobe et antisémite. L'historien Steven Forti l'assimile à la mouvance rouge-brun.
En 2018, il participe à des réunions, dont la fête nationale à Grosseto, du groupe nationaliste-révolutionnaire et néofasciste Casa Pound, pour lequel il écrit dans les colonnes de son hebdomadaire, Il Primato Nazionale.
En 2019, il lance la création du parti populiste et conservateur Vox Italia, issu d'une scission du Mouvement 5 étoiles,  puis Ancora Italia après le rapprochement de deux dirigeants avec le parti Italexit de Gianluigi Paragone.

## Publications

### Ouvrages disponibles en français
- Diego Fusaro (trad. de l'italien par Damien Bondavalli et Denis Collin), L'Europe et le Capitalisme : Pour rouvrir le futur [« Europa e capitalismo: per riaprire il futuro »], Milan/Paris, Éditions Mimésis, coll. « Philosophie » (no 41), 2016, 120 p. (ISBN 978-88-6976-007-5).
- Diego Fusaro (trad. de l'italien par Alessandro Leiduan, préf. Gianni Vattimo), Encore Marx ! : Le spectre qui revient, Nice, Éditions Ovadia, coll. « Chemins de pensée », 2018, 180 p. (ISBN 978-2-36392-292-2).
- Diego Fusaro (trad. de l'italien par Marianne Corvellec), Mondialisation malheureuse : Onze thèses philosophiques sur le faire-monde du marché, Nice, Éditions Ovadia, 2021, 240 p. (ISBN 978-2-36392-437-7).